# Tlayucan
Tlayucan es una película mexicana de 1962 dirigida por Luis Alcoriza, a partir de un guion creado por el propio Alcoriza  y de Jesús Murciélago Velázquez. Fue nominada a los premios Óscar a mejor película extranjera.

## Argumento
Desesperado por la enfermedad de su hijo, el campesino Eufemio roba una perla de la imagen de Santa Lucía en la iglesia del pueblo. Unos turistas fotografían el robo y Eufemio está a punto de ser linchado por sus vecinos. La perla desaparece tragada por uno de los cerdos que cría Chabela, la mujer de Eufemio. La intervención de don Tomás salva a Eufemio, aunque la perla no aparece. Tiempo después la perla aparece en la casa de Eufemio encontrada por su esposa. La pérdida de la perla repercute en el bien general de los habitantes del pueblo. Al final la perla es devuelta sin que nadie se entere y se dice que fue un milagro.

## Reparto
- Julio Aldama.... Eufemio Zárate
- Norma Angélica Ladrón de Guevara.... Chabela
- Jorge Martínez de Hoyos.... cura Aurelio
- Andrés Soler.... don Tomás Cruz
- Anita Blanch.... Prisca
- Noé Murayama.... Matías
- Dolores Camarillo "Fraustita".... Dolores
- Pancho Córdova.... sacristán
- Juan Carlos Ortiz.... Nico
- Antonio Bravo.... doctor
- José Chávez Trowe.... don Pedro
- Eric del Castillo.... Doroteo
- Amado Zumaya.... Máximo
- Manuel Dondé.... mendigo ciego
- Yolanda Ortiz.... turista
- Ángel Merino.... turista
- Manuel Vergara.... turista
- Janet Alcoriza.... turista
- Jeanne Buñuel.... turista